# Birgül Soltanova
Birgül Knyaz qızı Soltanova (ur. 12 października 2002) – azerska zapaśniczka walcząca w stylu wolnym. Zajęła dwunaste miejsce na mistrzostwach świata w 2023. 
Piąta na mistrzostwach Europy w 2024. Brązowa medalistka MŚ wojskowych w 2023. Druga na ME U-23 w 2023. Trzecia na MŚ juniorów w 2021. Mistrzyni Europy juniorów w 2022 i trzecia wśród kadetek w 2019 roku. 